# 塩川徹也
塩川 徹也（しおかわ てつや、1945年10月19日 - ）は、日本のフランス文学者。東京大学名誉教授。日本学士院会員。2018年文化功労者に選出。2019年瑞宝重光章受章。

## 経歴
出生から修学期
1945年、福岡県で生まれた。1964年に日比谷高校を卒業し、東京大学教養学部教養学科フランス分科に進学。1968年に卒業。同大学大学院人文科学研究科仏語仏文学専門課程に進み、修士課程を修了。パリ第4大学に留学し、1971年に修士課程を修了。1975年、東京大学大学院博士課程を修了(第3期課程博士取得)。
フランス文革研究者として
1976年、京都大学教養部助教授に就いた。1980年、東京大学文学部助教授に転じた。1993年に教授昇格。1995年より東京大学大学院人文社会系研究科教授。2009年に東京大学を定年退任し、名誉教授となった。2009年12月、日本学士院会員に選出された。
2017年1月、皇居正殿での講書始で「人は今を生きることができるか - パスカルの時間論」を講義。　

## 受賞・栄典
受賞
- 1978年　フランス学士院ヴィクトール・デルボス賞を受賞。
- 1986年　渋沢・クローデル特別賞を受賞。
- 2004年　『パスカル考』で和辻哲郎文化賞受賞。
- 2005年　日本学士院賞を受賞。
- 2017年　パスカル『パンセ』訳注で読売文学賞を受賞。

叙位・叙勲
- 2018年：文化功労者[3]
- 2019年：瑞宝重光章受章[4][5]

## 研究内容・業績
専門はフランス文学、フランス思想で、パスカルに関する著作が多い。

## 家族・親族
- 妻：塩川浩子はフランス文学者で、江口朴郎の三女[6]。

## 著作
著書
- 『パスカル：奇蹟と表徴』岩波書店 1985
- 『虹と秘蹟：パスカル<見えないもの>の認識』岩波書店 1993
- 『パスカル『パンセ』を読む』岩波セミナーブックス 2001
  - 新訂版 岩波書店(岩波人文書セレクション) 2014
- 『パスカル考』岩波書店 2003
- 『発見術としての学問』岩波書店 2010

共編著
- 『フランス文学：中世から現代まで』放送大学教育振興会 1994
- 『フランス文学史』田村毅共編、東京大学出版会 1995
- 『フランスの文学：17世紀から現代まで』渡辺守章共編、放送大学教育振興会 1998

訳書
- 『東インド航海日誌』ロベール・シャール著、塩川浩子共訳、岩波書店(17・18世紀大旅行記叢書) 2001
- 『パンセ』(全3巻) パスカル著、岩波文庫 2015-2016
- 『パスカル 小品と手紙』望月ゆか共訳、岩波文庫 2023

論文
- 塩川徹也